# 全国高等専門学校体育大会陸上競技
全国高等専門学校体育大会陸上競技（ぜんこくこうとうせんもんがっこうりくじょうきょうぎ）とは、毎年8月に行われる高等専門学校（高専）の陸上競技を対象とした全国大会。全国高等専門学校連合会と、日本陸上競技連盟が共催する。